# وجود موزع
الوجود المُوزَّع هو مصطلح تسويق رقمي يعني توزيع وجود العلامة التجارية عبر قنوات اتصالات متعددة للوصول إلى المستهلكين المستهدفين بشكل فعال.  واليوم، تمتلك العلامات التجارية مجموعة ضخمة من التكتيكات المستخدمة للوصول إلى المستهلكين والتعامل معهم، من بينها: الفيديو والصوت والبريد الإلكتروني ومواقع الويب والمواقع الصغيرة والإعلانات مدفوعة الأجر وتحسين محركات البحث والتسويق حول محركات البحث وعمل المدونات ووسائل الإعلام الاجتماعية وبرامج التأثير الاجتماعي وخلاصة محتوى مواقع الويب والتوزيع وعناصر واجهات المستخدم والأدوات الذكية والتعهد الشفهي وبرامج التسويق الفيروسي ووسائل الإعلام المتنقلة والتسويق النصي عبر الهواتف المحمولة وتطبيقات الهواتف المحمولة ووسائل الإعلام المتقاربة وما إلى ذلك.
وقد استخدم هذا المصطلح في بداية الأمر من قبل شيري تيركل في كتابها الصادر في عام 1995، تحت عنوان Life on the Screen: Identity in the Age of the Internet (الحياة على الشاشة: الهوية في عصر الإنترنت).  وفيما يتعلق بالتسويق الرقمي، تم استخدام المصطلح في البداية من قبل كايث رودز، وهو شخص محنك في مجال التسويق الرقمي في مدونته Distributed Presence (الوجود الموزع) . والآن، يتم البحث عن مصطلح الوجود الموزع بشكل مكثف، وقد أصبح مصطلحًا سائدًا بشكل عام في مجال التسويق الرقمي.